# JR貨物UT5C形コンテナ

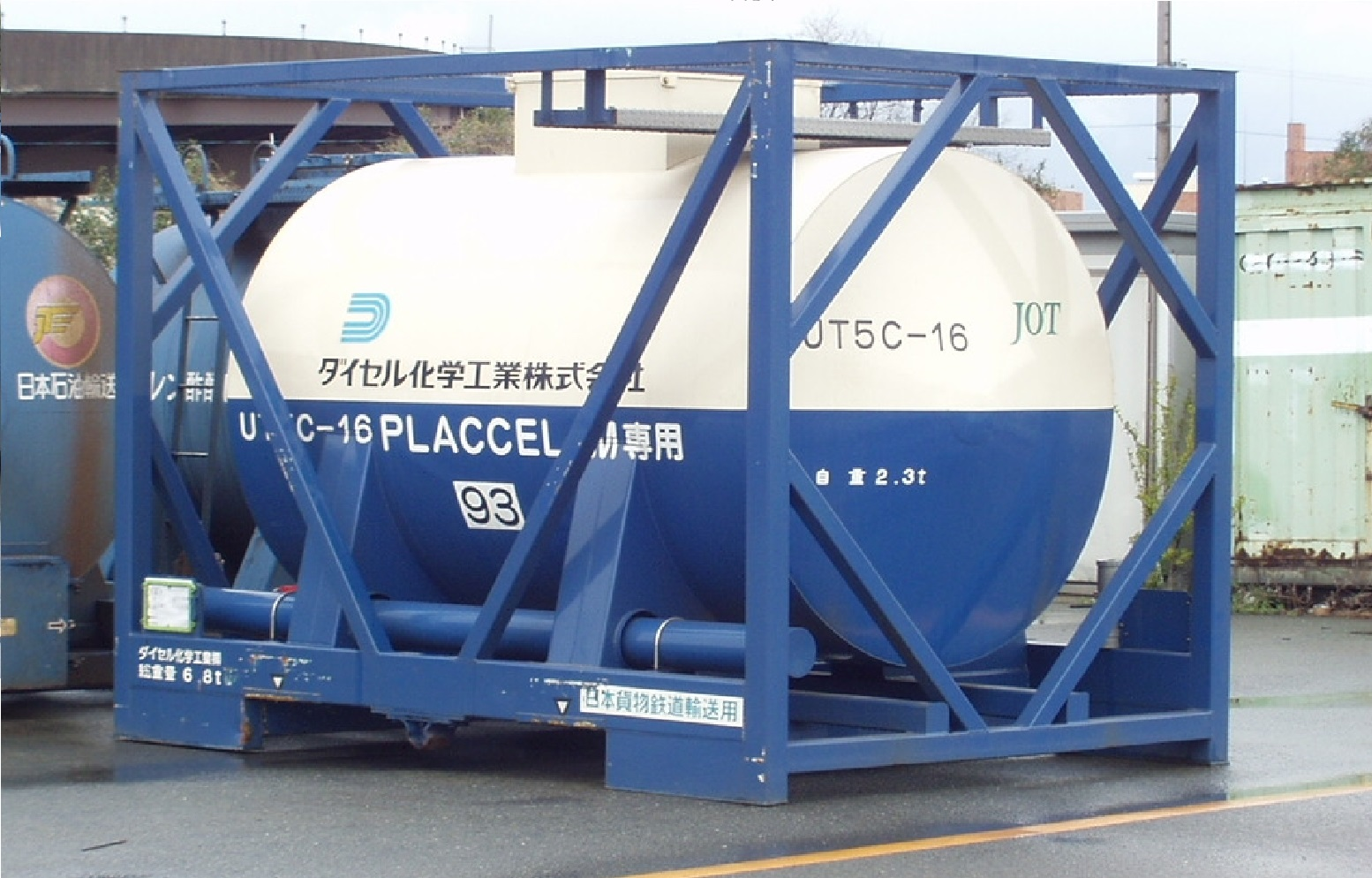
UT5C-16
リース会社の日本石油輸送が所有し、ダイセル化学工業が借り受けている事例。
積荷に関係する法律により、コンテナ全体を四角い外枠で囲い込んで、危険防止を図っている。
大阪(タ)にて、2004年4月4日撮影。

UT5C形コンテナ（UT5Cがたコンテナ）は、日本貨物鉄道（JR貨物）輸送用としてJR貨物以外の会社・団体等が自ら所有又は、リース会社や物流会社等の他方より借り受けて、JR貨物へ登録し籍を編入している12ft私有コンテナ（タンクコンテナ）である。
JR貨物発足から数ヶ月後の、1987年10月より旧、国鉄時代から使われていたコンテナ形式を、全面的に改めて新しい形式に移行と同時に、新規登録が開始された。自重を含む総重量は、6.8t以下と定められており、自重又は積載重量は個々のコンテナにより千差万別である。
形式の数字部位 「 5 」は、コンテナの容積を元に決定される。このコンテナ容積5㎥の算出は、厳密には端数四捨五入計算の為に、内容積4.5 - 5.4㎥の間に属するコンテナが対象となる。
このタンクコンテナ区分形式【UT5C】の末尾「 C 」とは、危険品を積載して運用出来ることを表している。このために、積荷によっては法律に基づく保安上の規定により、内容積を減量させられたり、タンク体を横長の楕円形仕様あるいは、コンテナ全体を強固な外枠で囲って箱型コンテナのように四角くなったりと、コンテナの容姿は多種多彩である。なお、保護枠仕様の場合は、同類タンクコンテナや他の各種コンテナの段積みが可能ではあるが、同類タンクコンテナを上段に積む場合は、安全性の問題から空コンテナに限られており、保護枠仕様の一部には【二段積み禁止】や【上段は空コンに限る】などの注意書きが記載されている。
また、JR貨物発足後には従来からの鉄道貨車であるタンク車による危険品の輸送は、ガソリン等のごく一部の品目以外のタンク車輸送は廃止され、その内の多くの危険品が新たな輸送手段としてタンクコンテナに移行した。この影響で、平成12年度末(平成13年3月31日)現在での、危険物タンクコンテナ全体としての輸送品目数は、83品目に及んでいた。

## 特記事項
特記事項として、2000年からコンテナ総重量の上限が20 ft海上コンテナ並みとなる、24t積みまで引き上げられた事により危険物コンテナは、20 ft及び、30 ft級（天然ガス輸送用）へ大幅に移行し、従来からの12 ft級の小形タンクコンテナの登録が停滞気味となってきているが、少量生産の品種も有るために、小口納品用としての12 ft級の需要は今日でも続いている。